# Parafia św. Jana Chrzciciela w Choroniu

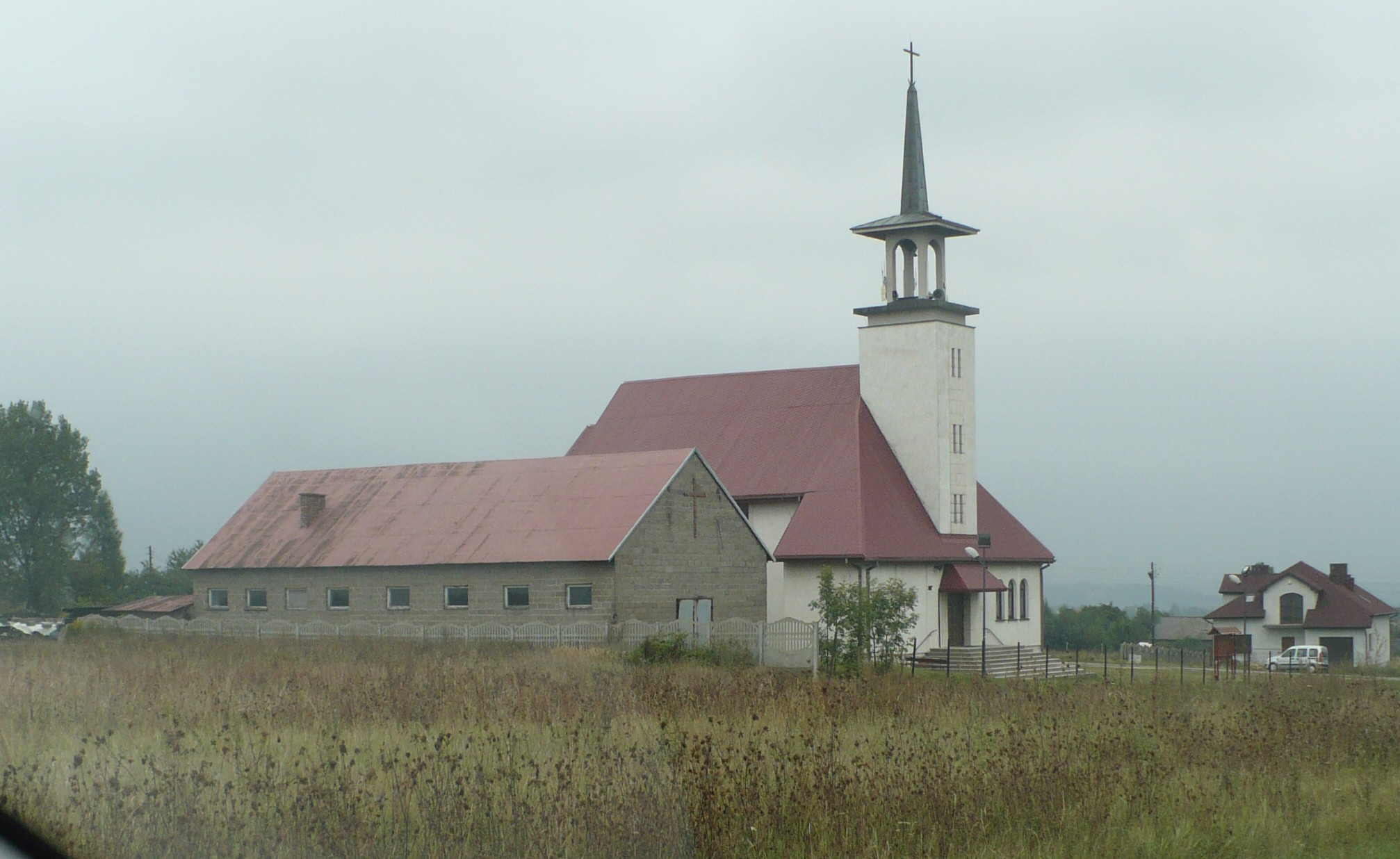
Kościół filialny św. Wojciecha BM w Biskupicach

Parafia Świętego Jana Chrzciciela w Choroniu – parafia rzymskokatolicka w Choroniu. Należy do Dekanatu Poraj archidiecezji częstochowskiej. Została utworzona pod koniec czerwca 1916 roku, poprzez wydzielenie z parafii św. Mikołaja w Przybynowie. Parafię prowadzą księża archidiecezjalni.

## Historia
Od XVI w. funkcjonowała filia parafii Przybynów przy miejscowej kapliczce pw. św. Jana Chrzciciela. Rezydowali tutaj kapelani filialici uposażeni przez miejscowych dziedziców. Ostatnim był ks. Stanisław Gurbiel. W miejscu kaplicy w 1657 r. zbudowano kościół pw. św. Jana Chrzciciela. Świątynię rozbudowała i zmodernizowała w latach 1903–1913 rodzina Bylińskich, dzięki czemu mogła się  stać w 1916 r. kościołem parafialnym nowo powstałej chorońskiej parafii. Parafię erygowano pod koniec czerwca 1916 roku, na mocy dekretu biskupa kieleckiego, ks. Augustyna Łosińskiego.
W 1942 r. z zachodniej części parafii Choroń wyodrębniona została ekspozytura, a następnie parafia w Poraju, oddzielona  z okolicą od kościoła parafialnego, okupacyjną granicą Generalnej Guberni. Po wojnie, w związku z brakiem księży, parafia Choroń połączona była czasowo z parafią w Poraju (grudzień 1946 – październik 1947) i administrowana przez proboszcza porajskiego.
W latach 50. i 60. XX wieku przebudowano wnętrze kościoła. 19 kwietnia 1976 r., ks. biskup Franciszek Musiel dokonał jego konsekracji. W następnych latach wyremontowany został budynek parafialny, powiększono plebanię wymieniając równocześnie okna i zakładając centralne ogrzewanie. Plebania i kościół zostały pokryte trwałymi  tynkami, a cmentarz grzebalny, został  ogrodzony. W 1991 r. rozpoczęto budowę kaplicy mszalnej w Biskupicach.
W latach 1994–2000 w kościele dano nowy wystrój ściany głównej prezbiterium i zbudowano stały ołtarz dostosowując Liturgię do wymagań ostatniego soboru. Na zewnątrz kościoła wykonano dach nad ołtarzem polowym, oświetlono plac kościelny, uporządkowano i zagospodarowano cmentarz grzebalny. W 2000 r. przeprowadzono kapitalny remont plebanii i zagospodarowano jej otoczenie.
5 lipca 1998 roku, arcybiskup Stanisław Nowak dokonał uroczystej konsekracji kościoła filialnego pw św. Wojciecha BM w Biskupicach. Jego budowę zakończono w 2000 roku.
W pobliżu kościoła parafialnego w Choroniu istnieje Mały Klasztor Orientale Lumen (Światłość Wschodu), należący do Wspólnoty Małych Braci i Małych Sióstr Baranka. Został założony przez siostry, które od 2001 roku mieszkały w Częstochowie. 22 października 2013 roku erygowana została fraternia Małych Braci.

### Niewola ks. Augustyna Kańtocha
W 1939 roku, Niemcy aresztowali proboszcza, ks. Augustyna Kańtocha. Podczas rewizji przeprowadzonej na plebanii, znaleźli  polski mundur wojskowy i harcerski, będący własnością proboszcza i kartę mobilizacyjną, wystawioną na jego nazwisko. Przed wojną, ksiądz był harcmistrzem w hufcu harcerskim i jednocześnie kapelanem wojskowym w rezerwie (7. Dywizji Piechoty). Został oskarżony o współdziałanie z polskimi żołnierzami i o przekazanie meldunku do polskich oddziałów w tej okolicy, o położeniu wojsk niemieckich. Meldunek miał zanieść jego tresowany pies. Razem z księdzem Kańtochem, z tego samego powodu aresztowano proboszcza, z parafii w Kamienicy Polskiej ks. Józefa Klarzaka. 4 września 1939 roku zostali wywiezieni do Blachowni, Dobrodzienia i Łambinowic (do obozu jenieckiego Lamsdorf), następnie do obozu jenieckiego w Buchenwaldzie, a 7 lipca 1942 roku do obozu koncentracyjnego w Dachau. Ks. Kańtoch doczekał wyzwolenia obozu w Dachau i wrócił do Polski, lecz ks. Józef Klarzak został zamordowany 18 sierpnia 1942 roku.

## Proboszczowie parafii od 1925 roku
| imię i nazwisko            | daty urzędowania |
| -------------------------- | ---------------- |
| ks. Stefan Gałczyński      | 1925–1929        |
| ks. Augustyn Kańtoch       | 1929–1939        |
| ks. Franciszek Kowalski    | 1939–1940        |
| ks. Stanisław Nejman       | 1940–1942        |
| ks. Alojzy Neuman          | 1942–1946        |
| ks. Paweł Janda            | 1946–1946        |
| ks. Walerian Bylka         | 1946–1947        |
| ks. Edward Dujak           | 1947–1951        |
| ks. Franciszek Januszewski | 1951–1957        |
| ks. Jan Wacławiak          | 1957–1962        |
| ks. Zygmunt Cisłowski      | 1962–1966        |
| ks. Czesław Kempa          | 1966–1969        |
| ks. Marian Wojtasik        | 1970–1994        |
| ks. Jan Józef Wajs         | 1994–2004        |
| ks. Jan Lisiecki           | od 2004          |